# Šmartin, Rožek
Šmartin (nemško St. Martin) je naselje v Občini Rožek v Okraju Beljak-dežela na Koroškem v Avstriji.